# Джума-мечеть (Баку)
Джума-мечеть (азерб. Cümə məscidi) — шиитская джума-мечеть, расположенная в столице Азербайджана, городе Баку, в её исторической части Ичери-шехер, улица Асафа Зейналлы, д 49. За время своего существования мечеть неоднократно и радикально обновлялась и перестраивалась. К мечети примыкает минарет XV века.

## История мечети

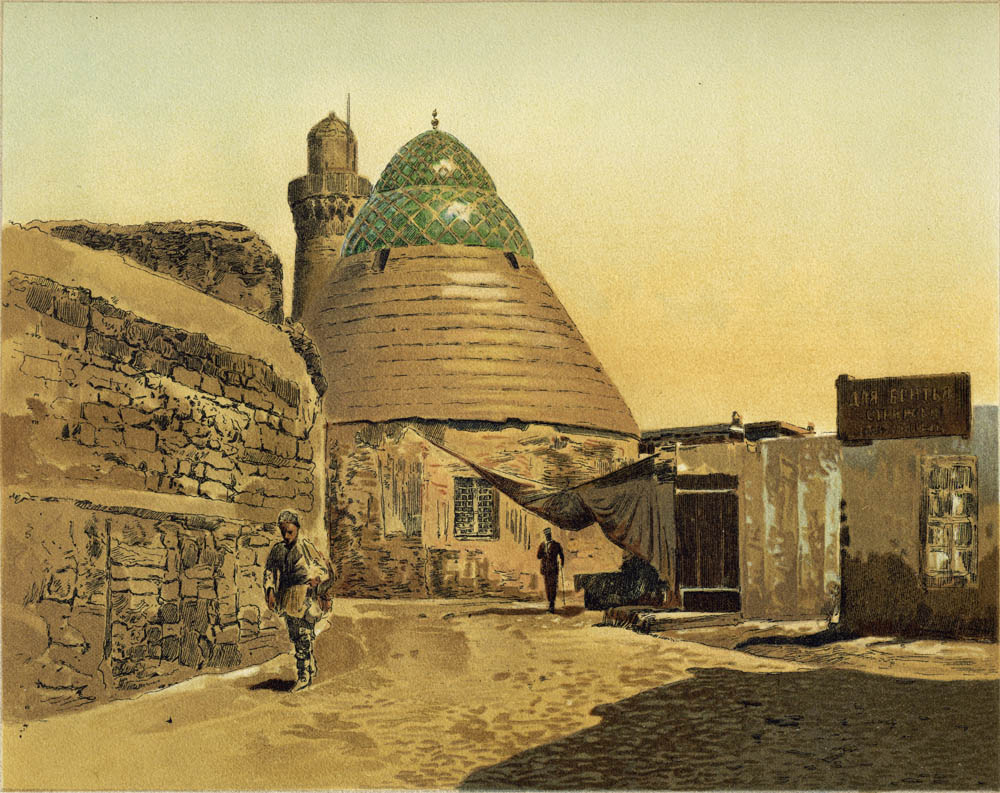
Второе здание Джума-мечети с коническим куполом. Рисунок XIX века

Мечеть сооружена на освященном традицией, тесно обстроенном участке. Некоторые учёные, в частности Андрей Павлинов, считали, что на месте этой мечети могло находиться языческое капище огня.
На стене с южной стороны мечети имелась арабская надпись, которая сообщала о ремонте здания. Эта надпись сохранила имя «царя эмиров и знати» (малик ал-умера в-ал-акабир) Шараф ад-Дин Махмуда ибн Фахр ад-Дина и дату 709 год хиджры (1309/10 год). Эмир Шараф ад-Дин Махмуд, который реставрировал мечеть, жил в городе Баку. Он был сыном крупного феодала Фахр ад-Дина, второй сын которого, эмир Низам ад-Дин эмир Хадж являлся строителем мечети в селении Амираджан, получившим имя последнего.
На камне в стене у основания минарета имеется надпись, говорящая о различных видах налогов, которыми были обложены жители города. Эта персидская надпись передаёт содержание ярлыка султана Мухаммеда Улджейту и, вероятно, относится к 1309 году, когда султан приехал в Баку. Она состоит из четырёх строк и свидетельствует о том, что Баку (в тексте «Бакуйе»), составлявший часть владений государства Ильханидов, был освобождён от ряда налогов, в том числе и от налога на нефть.
В 1437/38 году в годы правления ширваншаха Халил-уллы I из династии Дербенди у мечети был построен минарет, сохранившийся до наших дней.

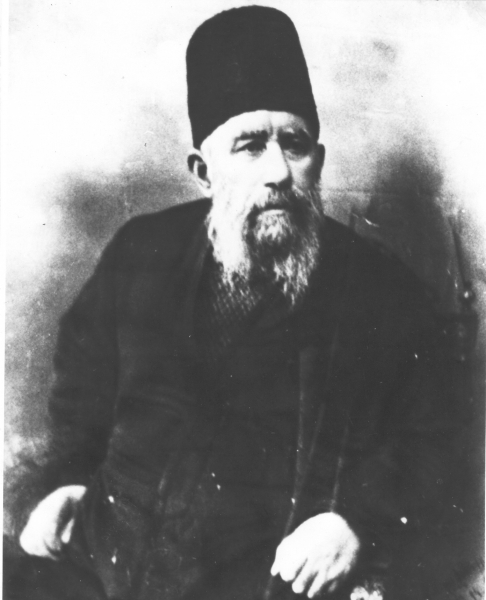
Бакинский миллионер Гаджи Шихали бек Дадашев

Ввиду природных условий здание первой мечети было полностью разрушено. На его месте в XVII веке в годы правления шаха Аббаса I было построено здание второй мечети. В специальную стену, устроенную в нижней части минарета мечети, вмонтирована надпись 1614 года, выполненная резчиком Сейид Таха. В ней выгравирован указ шаха Аббаса I о налогах.
В конце XIX века Павлинов выполнил обмер мечети, по которому можно судить о первоначальном плане мечети. Общий же облик сооружения известен по старинным фотографиям и зарисовкам, в частности Алексея Боголюбова.
В плане мечеть представляла собой неправильный шестиугольник со срезанными южным и западным углами. В мечети располагались небольшие помещения, включая купольный зал для мужчин и молельные комнаты для женщин. Отличительной чертой Джума-мечети был конический купол, в убранстве которого важное место принадлежало поливным изразцам и привозному декоративному материалу, которые сравнительно редко встречаются в архитектуре Азербайджана. Этот сверкающий своими изразцами купол выделялся на однообразном фоне застройки средневекового Баку.
Согласно преданию, здание второй мечети было разрушено в результате пожара.
В начале XX столетия одним из местных богачей — ревнителей благочестия — бакинцем Гаджи Шихали Дадашевым мечеть была перестроена совершенно заново и дошла до наших дней в таком виде.

## Современное положение
Мечеть функционирует с 1998 года. С 2021 по апрель 2023 года проведена реставрация мечети.
Первый этаж предназначен для мужчин. Второй - для женщин. На первом этаже одновременное богослужение могут проводить 600 чел.

## Галерея

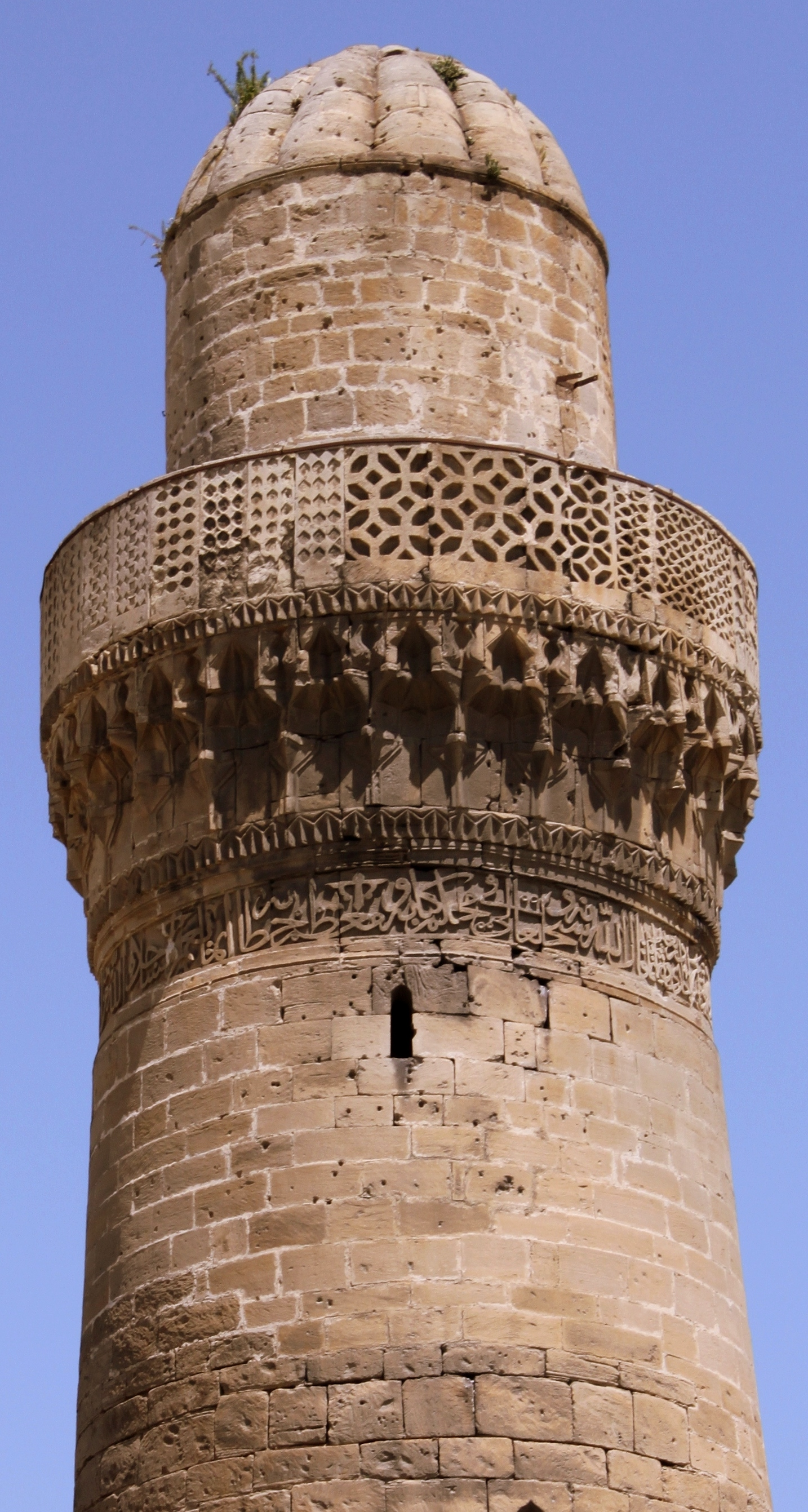
Минарет мечети
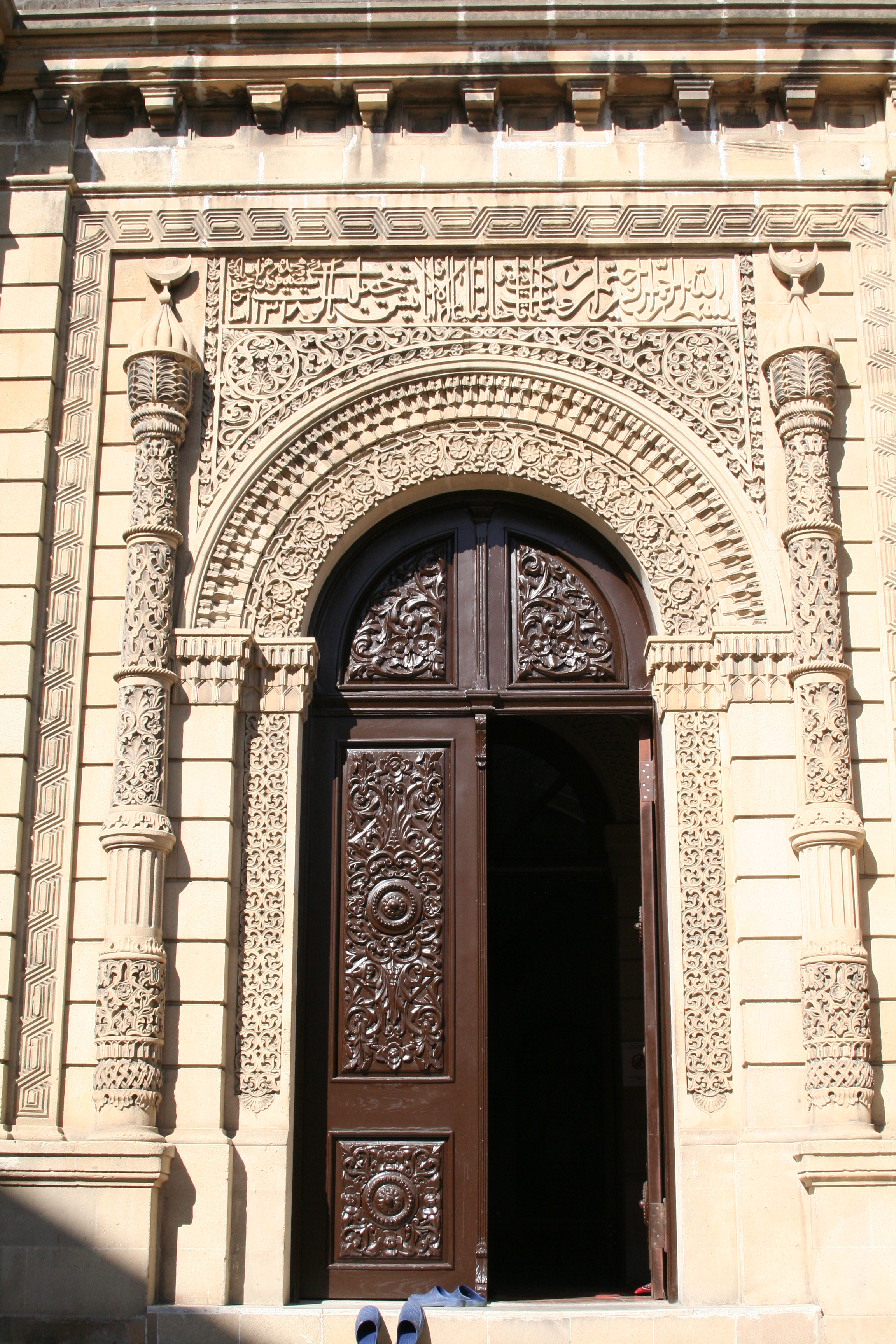
Входная дверь мечети
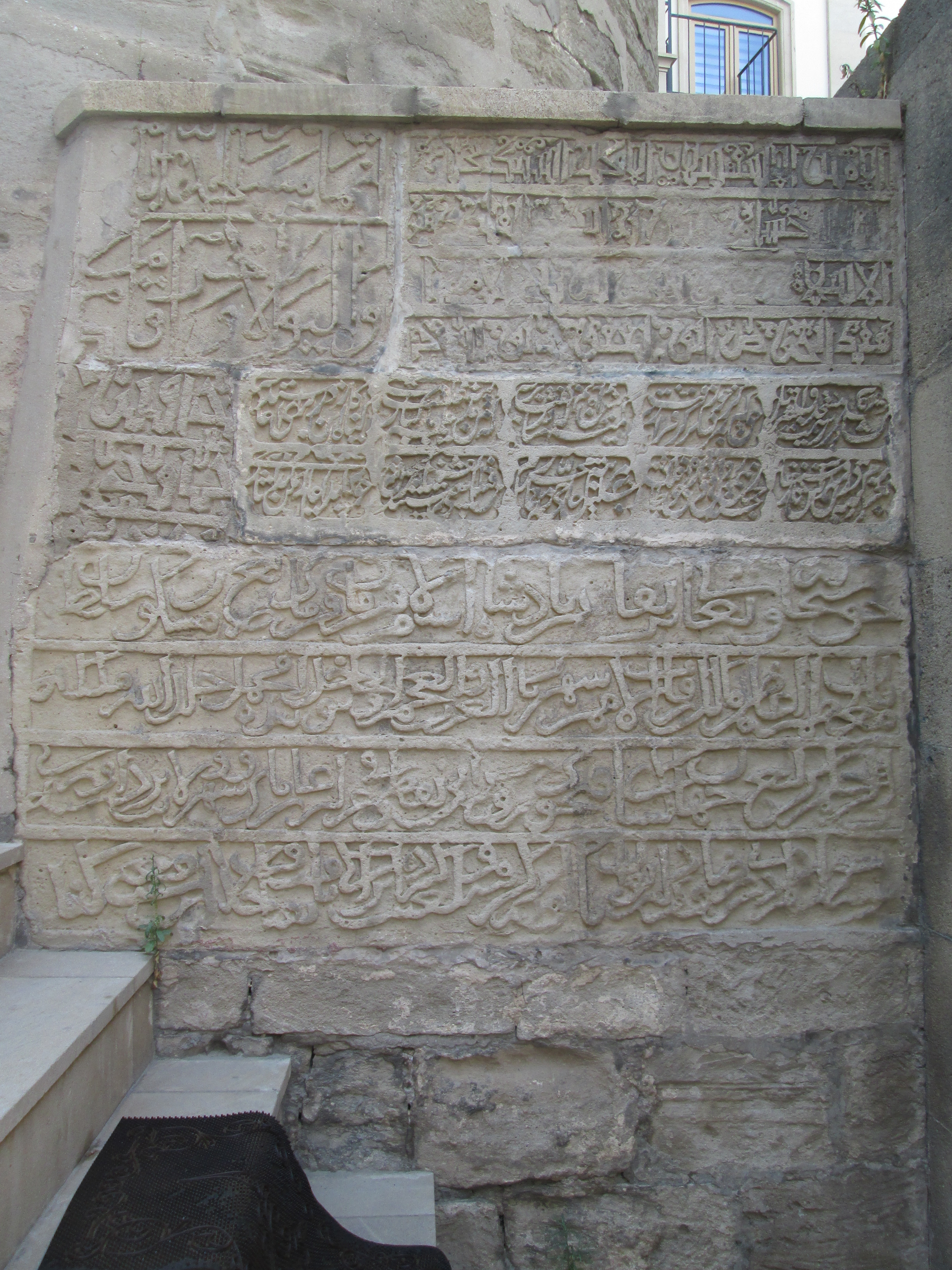
Надпись в нижней части минарета
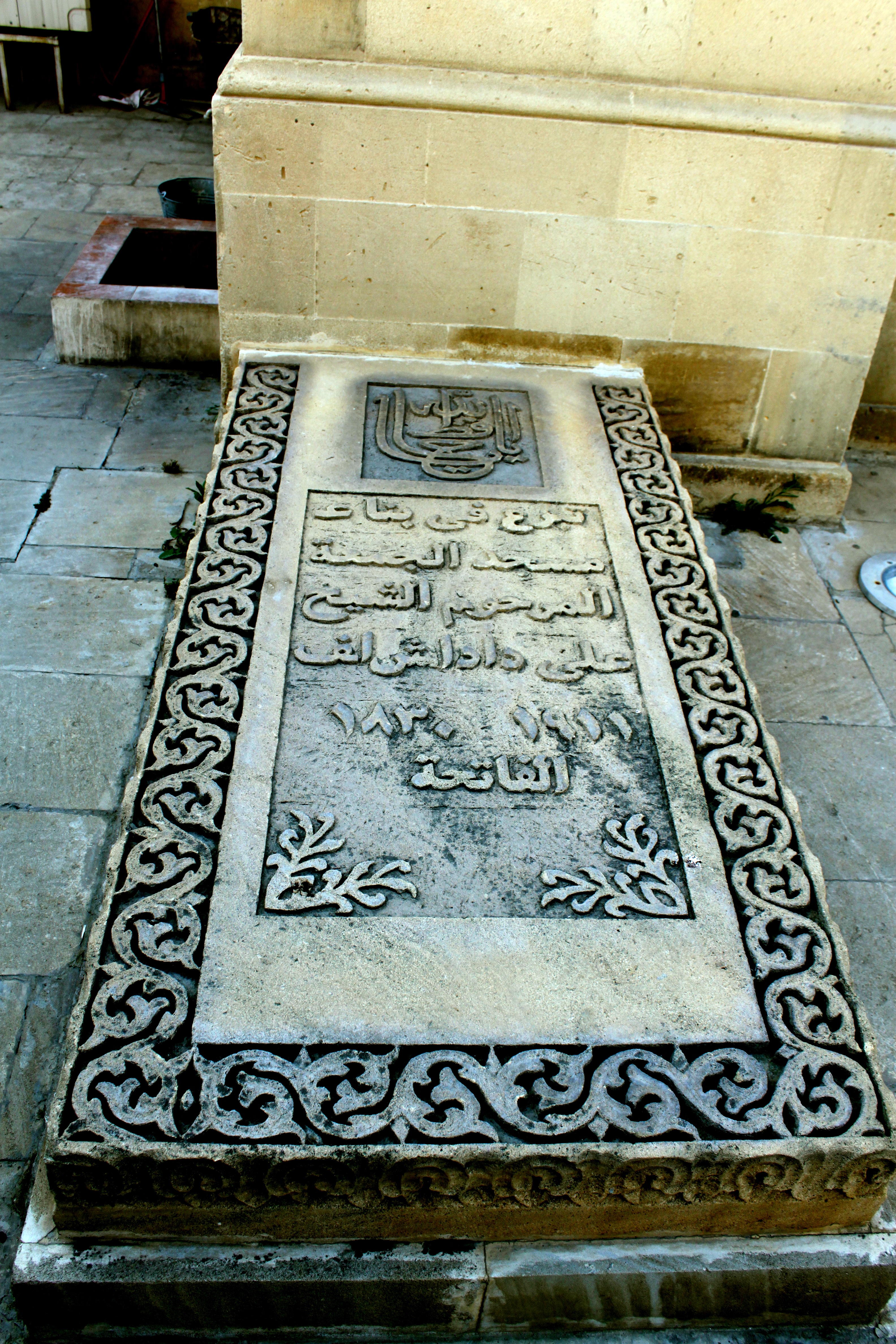
Надгробная плита Гаджи Шихали Дадашева

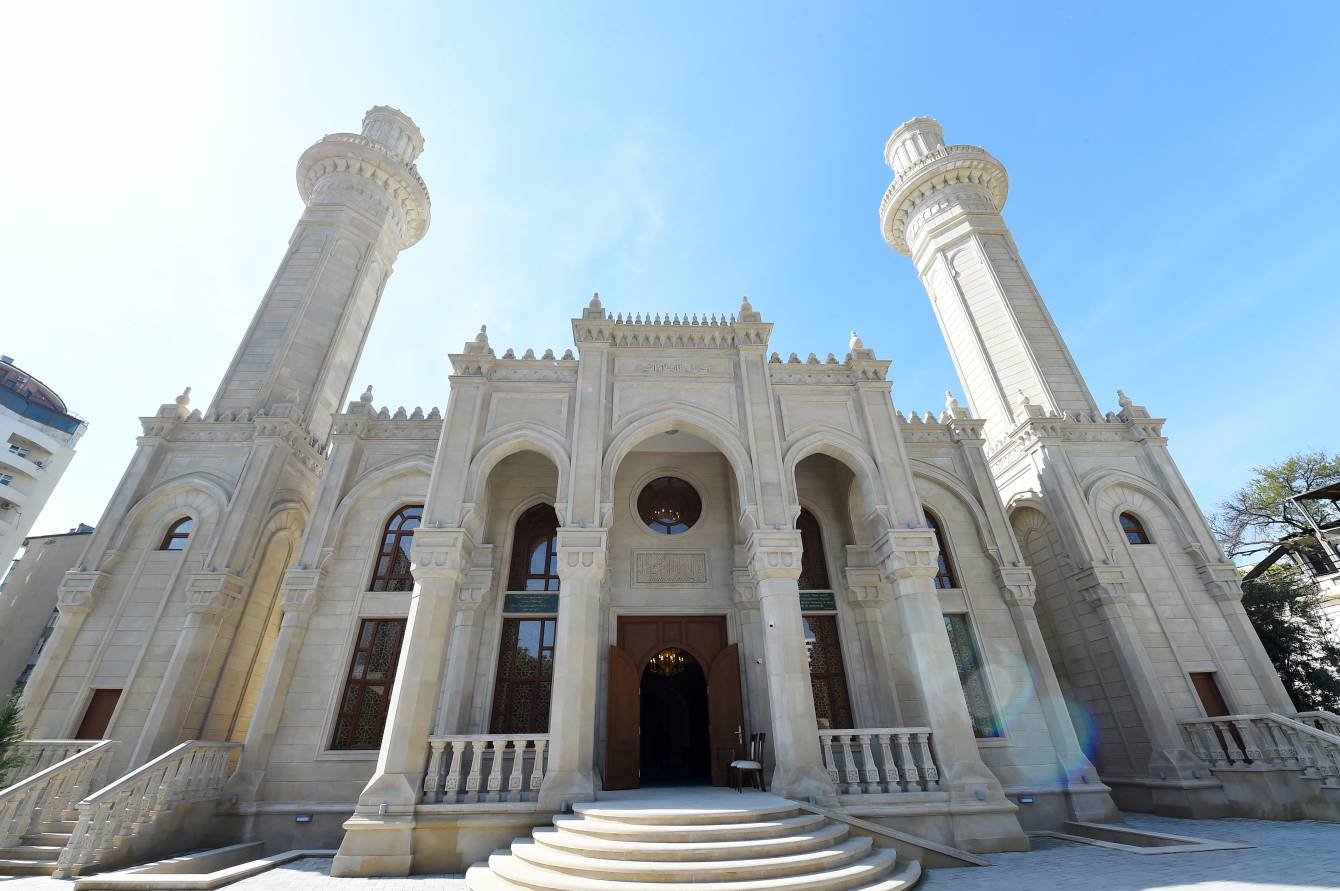
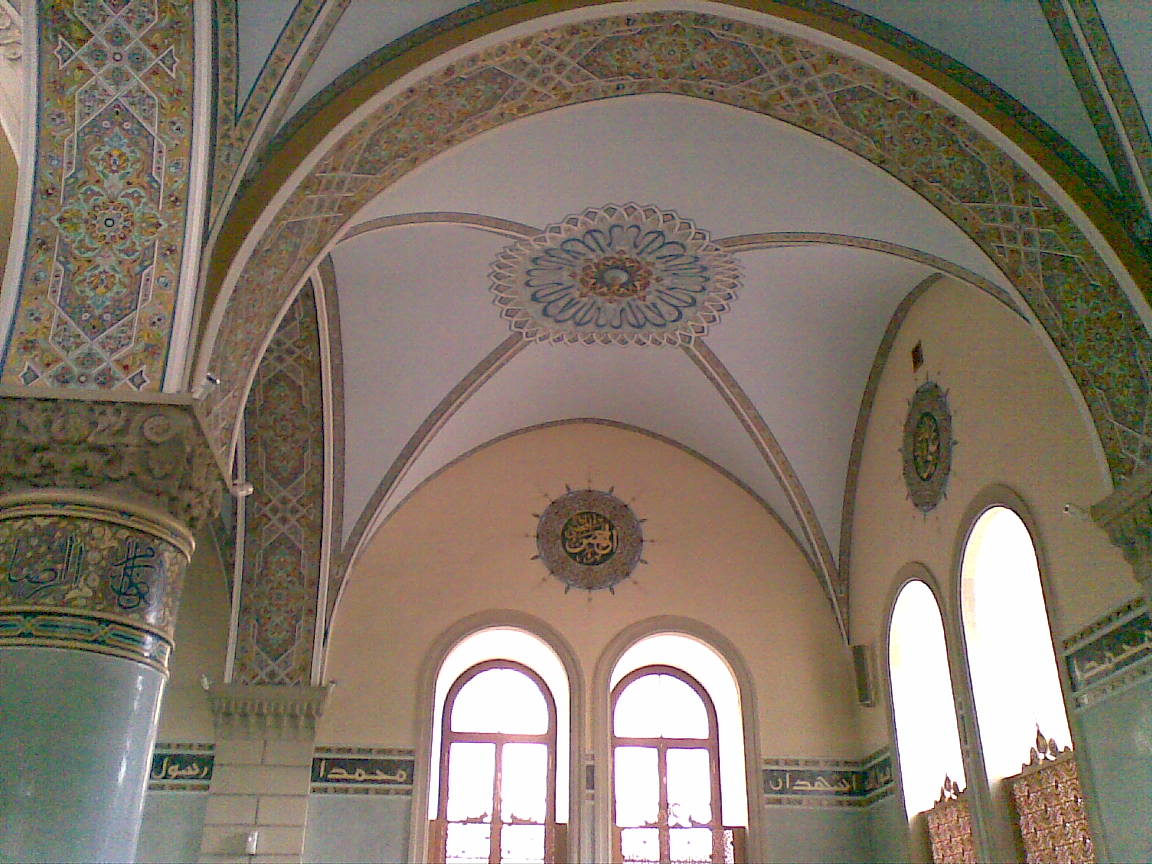
Центральный зал мечети
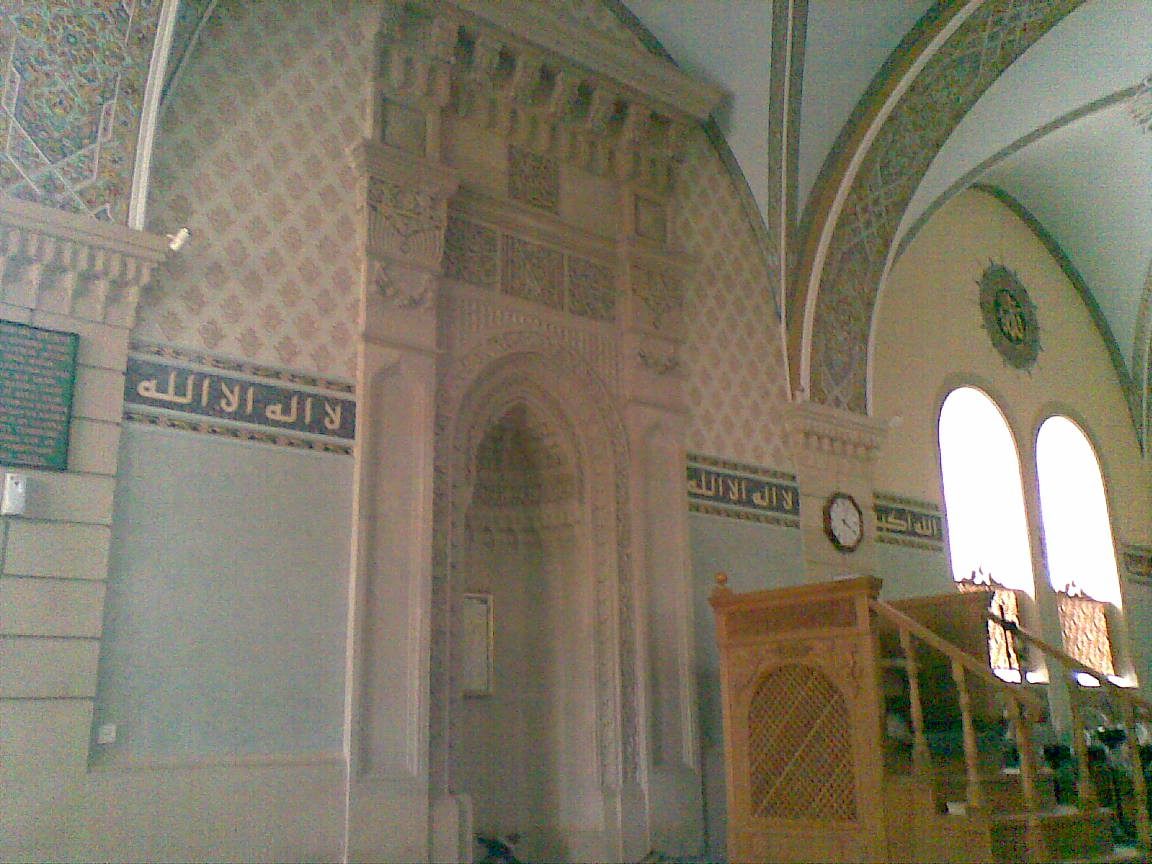
Михраб мечети
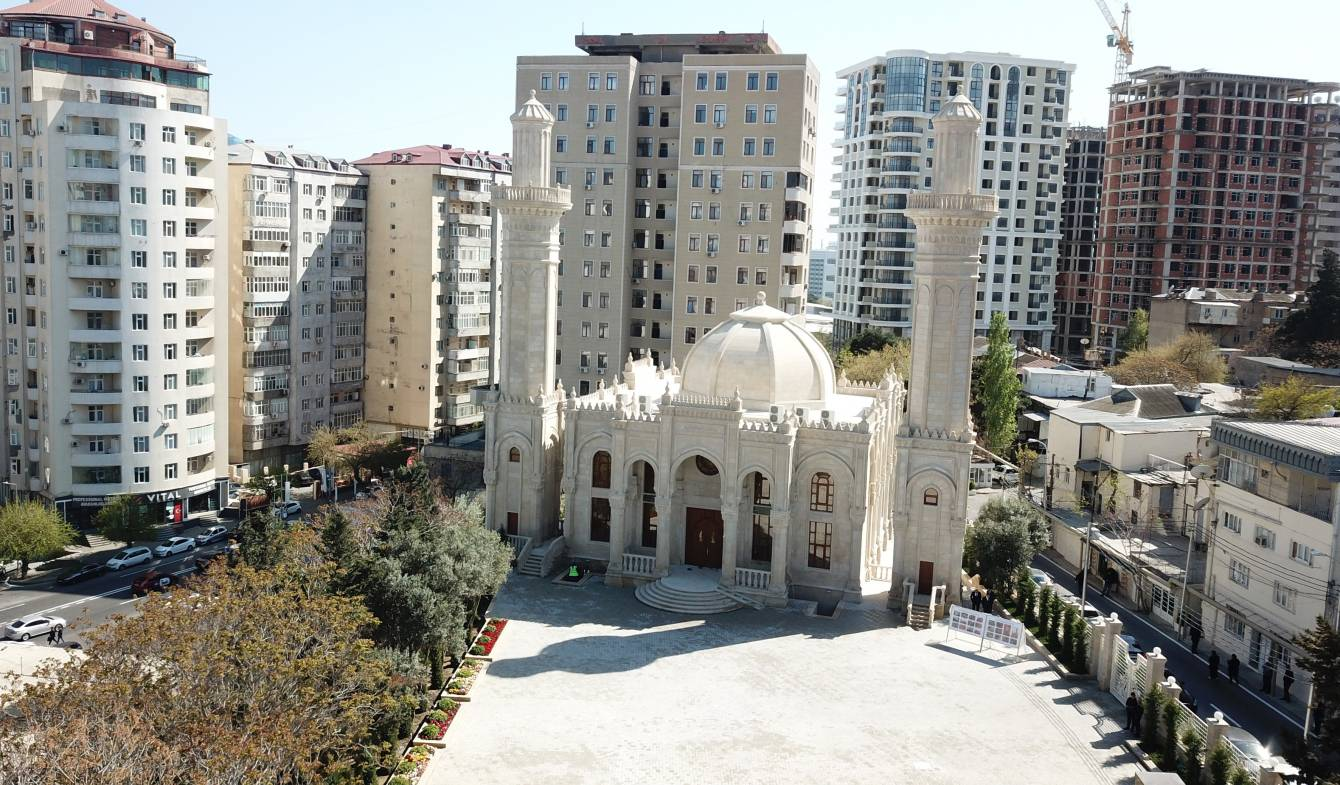